# Zara Levina
Pour les articles homonymes, voir Levina.
 (mars 2017).
Zara Alexandrovna Levina (en russe : Зара Александровна Левина), née le 5 février 1906 à Simferopol, Crimée et mort le 27 juin 1976 à Moscou, est une pianiste et compositrice soviétique.

## Biographie
Zara Levina est issue d'une famille juive. Elle étudie le piano au Conservatoire d'Odessa, d'où elle ressort avec une médaille d'or. Elle est diplômée du Conservatoire de Moscou in 1932, où elle étudie le piano et la composition.
Dès son plus jeune âge, Zara Levina a admiré les compositeurs contemporains Rachmaninoff, Scriabine, Prokofiev, et classiques Beethoven et Schumann. Elle a écrit des œuvres chorales (de nombreuses romances, et des chants pour les enfants) et diverses autres musiques vocales ; mais surtout deux concertos pour piano et de nombreuses œuvres pour piano seul. L'inspiration des cinq compositeurs cités est évident à travers les créations de Zara Levina,.  Le second des concertos pour piano, de facture très moderne, est plusieurs fois enregistré, ainsi que sa première sonate pour violon (sous l'archet de David Oistrakh).
Zara Levina est mariée au compositeur Nikolai Chemberdzhi (Николай Карпович Чемберджи) (1903–1948).

## Discographie
- Concertos pour piano – Maria Lettberg, piano ; Orchestre symphonique de la radio de Berlin dirigé par Ariane Matiakh (27-30 avril 2016, Capriccio C5269)[4] (OCLC 985149709)
- Sonates pour piano nos 1 & 2 ; Sonate pour violon ; Poème, pour alto et piano ; Canzonetta pour violoncelle et piano ; Rhapsodie hébraïque (arr. à quatre mains) ; Fantaisie pour violon et piano sur des thèmes bashkiriens – Yury Revich, violon ; Gernot Adrion, alto ; Ringela Riemke, violoncelle ; Maria Lettberg et Katia Tchemberdji, piano (16-18 avril 2018, Capriccio C5356) (OCLC 1101173564)